# 田中里衣
田中 里衣（たなか りえ、1971年12月23日 - ）は、日本の女優、タレント。東京都出身。宝塚歌劇団76期生。所属事務所は株式会社ケイダッシュ。

## 来歴・人物
東京都にて誕生。母は宝塚歌劇団卒業生の千波薫（宝塚歌劇団48期生）、伯母は同じく宝塚出身の千波静（宝塚歌劇団44期生）・千波淳（宝塚歌劇団42期生）。従兄に松岡修造がいる。
森村学園を経て、1988年に宝塚音楽学校へ入学。1990年に76期生として宝塚歌劇団入団。同期生に元月組トップスターの彩輝直、元花組トップ娘役の純名里沙、元月組トップ娘役の風花舞、元雪組トップ娘役の月影瞳、元専科スターの樹里咲穂、宙組組長の寿つかさなど。花組『ベルサイユのばら－フェルゼン編－』で初舞台を踏み、後に花組に配属される。
配属後は新人公演で男役スターの役をもらうなど早くから期待されたが、1996年の『ハゥ・トゥ・サクシード』東京公演を最後に宝塚歌劇団を退団。その後は女優として活躍。

## 宝塚歌劇団時代出演作品
- ベルサイユのばら（1990年3月、宝塚歌劇団花組） - デビュー
- たけくらべ - 三五郎 役
- 安寿ミラ ディナーショー
- ハウ・トゥー・サクシード - バド役（新人公演）

その他多数。1996年11月退団。

## 宝塚歌劇団卒業後作品

### 舞台
- 青空〜川畑文子物語（1997年6月 - 7月、博品館劇場 他）演出：中村龍史 - ベティー 役
- UNBARANCE－アンバランス－（1997年9月、博品館劇場 他）演出：玉野和紀
- ホップ・ステップ・タップ（2000年6月）演出：本間憲一
- 世界劇 源氏物語（2000年）
- 青空（2000年） - 再演
- 私は私（2000年）
- 夢みる女（2002年2月、三越劇場）演出：鵜山仁
- シューズオン（2002年12月 - 2003年1月、博品館劇場 他）演出：福田陽一郎
- ダニーと紺碧の海〜アパッシュダンス〜（2003年、スフィアメックス）演出：福澤省三
- ワルツ・隣の男（2006年9月、三鷹市芸術文化センター）演出：高井浩子
- 黄昏のメルヘン（2007年7月、紀伊國屋ホール）演出：小林裕
- タイプスプレゼンツ No.25 朝・江戸の酔醒（2007年9月、俳優座劇場）演出：小林裕
- 銀座ロマン（2008年5月、博品館劇場）演出：吉村忠矩
- イタズラなKiss〜恋の味方の学園伝説〜（2008年11月 - 12月、新宿シアターサンモール） - 入江紀子 役
- 苦情の手紙（2008年、博品館劇場） - 朗読劇
- 悪魔の絵本（2010年10月、サンモールスタジオ）演出：石丸さち子
- PeerGynt（2011年7月、ザ・キッチン中野）演出：石丸さち子
- 美しき、ひたむき（2012年3月、築地本願寺ブディストホール）演出：羽立喬介
- 九頭(クズ)の讃美歌。そして十字架。時々、晴れ（2012年7月、赤坂レッドシアター）
- クリスマウス（2012年12月、新宿モリエール）演出：山本和夫
- PAIN（2013年8月、下北沢「劇」小劇場）演出：坂上忍
- 昼下がりの非情事（2014年3月、下北沢小劇場B1）演出：中都留章仁
- TRASHMASTERS vol.22 「砂の骨」（2015年3月、シアタートラム）演出：中都留章仁

### テレビドラマ
- 翔ぶ男（1998年1月 - 2月、NHK総合）
- あきまへんで!（1998年10月 - 12月、TBS） - 井上涼子 役
- 古畑任三郎 第28回 若旦那の犯罪（1999年4月13日、フジテレビ）
- 特捜刑事・遠山怜子2（2004年） - 牧原須磨子
- 外科医 須磨久善（2010年9月5日、テレビ朝日） - 宮本陽子 役
- 黒い報告書 女と男の事件ファイル 「孤独」（2012年6月9日、BSジャパン）
- 配達されたい私たち（2013年5月 - 6月、WOWOW）
- 法医学教室の事件ファイル（2016年9月10日、テレビ朝日） ‐ 田中明美
- ショカツの女 新宿西署 刑事課強行犯係13（2017年） ‐ 真鍋尚子
- 月曜プレミア8『再雇用警察官3』（2021年12月13日、テレビ東京） - 橿原通代 役

### バラエティー
- 女優魂（2006年6月、中京テレビ）
- インターネットTV「裸の女王様」（2006年9月 - ）

### 映画
- サラリーマン金太郎（1999年11月、東宝）
- いのちの山河〜日本の青空II〜（2009年11月）
- 必死剣 鳥刺し（2010年7月、東映）
- 飯と乙女（2011年6月、フェイス・トゥ・フェイス） - 田端美枝 役
- ビンゴ（2012年9月、ジョリー・ロジャー）
- 桜、ふたたびの加奈子（2013年4月、ショウゲート）
- ふしぎ駄菓子屋 銭天堂（2024年12月13日、東宝） - 等々力紀子 役[3][4]

### 雑誌
- 講談社「フライデー」 グラビアカラー2ページ

### CM
- ライオン「ライオン ビヨンド」

### ゲーム
- プレイステーション「アナザー・マインド」（1998年、スクウェア） - 村井薫 役